# Sophisticated Ladies
Sophisticated Ladies és una revista musical basada en la música de Duke Ellington. El musical va fer estada a Broadway el 1981–83, obtenint 2 premis i 8 nominacions als 35è Premis Tony.

## Producció
Sophisticated Ladies va estrenar-se a Broadway al Lunt-Fontanne Theatre l'1 de març de 1981 i va tancar el 2 de gener de 1983 després de 767 funcions i quinze prèvies. El musical va ser concebut per Donald McKayle, dirigit per Michael Smuin, i coreografiada per McKayle, Smuin, Henry LeTang, Bruce Heath i Mercedes Ellington. El disseny escènic va ser de Tony Walton, el vestuari de Willa Kim i el disseny d’il·luminació de Jennifer Tipton. El repartiment original incloïa Gregory Hines, Judith Jamison, Phyllis Hyman, Hinton Battle, Gregg Burge i Mercer Ellington. El germà gran de Hines, Maurice, es va unir al repartiment més tard.

## Música
La partitura inclou "Mood Indigo," "Take the "A" Train", "I'm Beginning to See the Light", "Hit Me With a Hot Note and Watch Me Bounce", "Perdido", "It Don't Mean a Thing (If It Ain't Got That Swing)", "I Let a Song Go Out of My Heart", "Old Man Blues", "In a Sentimental Mood", "Sophisticated Lady", "Don't Get Around Much Anymore", "Satin Doll", i "I Got It Bad and That Ain't Good", entre moltres altres.

## Rebuda de la crítica
En la seva crítica per al The New York Times, Frank Rich escriure això; "[La] nova revista musical a Lunt-Fontanne, és una celebració d'Ellington que no deixarà de ser fins que hagi guanyat el públic amb un espectacle dinàmic. No és un entreteniment perfecte, guardem els defectes per a més endavant, però té un gran afecte, habilitat i, per descomptat, una música impressionant que els lapsus no comencen a espatllar la diversió. A més, aquesta és l’única revista de Broadway de la verema recent que opera a gran escala."

## Premis i nominacions

### Producció original de Broadway
| Any  | Premi               | Categoria                                      | Nominat                                        | Resultat  |
| ---- | ------------------- | ---------------------------------------------- | ---------------------------------------------- | --------- |
| 1981 | Premi Tony          | Millor musical                                 | Millor musical                                 | Nominat   |
| 1981 | Premi Tony          | Millor actriu protagonista de musical          | Gregory Hines                                  | Nominat   |
| 1981 | Premi Tony          | Millor actor de repartiment de musical         | Hinton Battle                                  | Guanyador |
| 1981 | Premi Tony          | Millor actriu de repartiment de musical        | Phyllis Hyman                                  | Nominat   |
| 1981 | Premi Tony          | Millor direcció de musical                     | Michael Smuin                                  | Nominat   |
| 1981 | Premi Tony          | Millor coreografia                             | Henry LeTang, Donald McKayle and Michael Smuin | Nominat   |
| 1981 | Premi Tony          | Millor vestuari                                | Willa Kim                                      | Guanyador |
| 1981 | Premi Tony          | Millor il·luminació                            | Jennifer Tipton                                | Nominat   |
| 1981 | Premi Drama Desk    | Actor de repartiment més destacat a un musical | Gregg Burge                                    | Nominat   |
| 1981 | Premi Theatre World | Premi Theatre World                            | Phyllis Hyman                                  | Guanyador |